# HMS Iphigenia (1891)
Lo Iphigenia fu un incrociatore protetto britannico utilizzato dalla Royal Navy dal 1893 al 1918.

## Storia

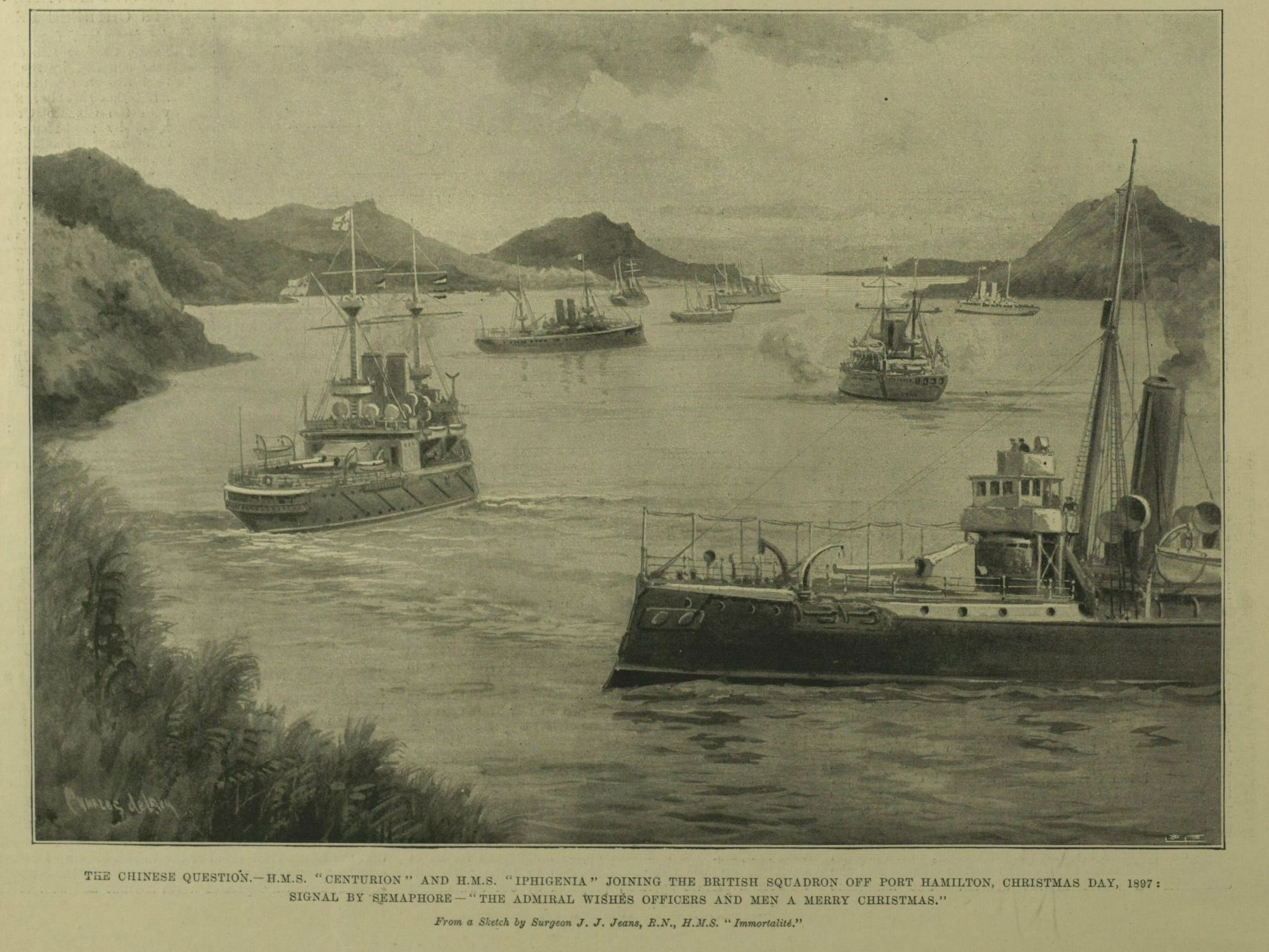
The Chinese Question, HMS Centurion and HMS Iphigenia alla squadra britannica il giorno di natale a Port Hamilton, 1897, segnale semaforico, L'Ammiraglio augura agli ufficiali e agli uomini un Buon Natale.

Il Naval Defence Act 1889 portò la Royal Navy ad emettere ordini per la costruzione di ordini per 21 incrociatori protetti di seconda classe costituenti la classe Apollo.
Lo Iphigenia aveva una Lunghezza fuori tutto di 95,7 m, una larghezza di 13,31 m e un pescaggio di 5,64 m. Il dislocamento della nave era di 3.600 tonnellate lunghe (3.700 t). Era una delle 10 navi della classe rivestita in legno e rame per ridurre le incrostazioni di cirripedi in carena.Un ponte corazzato compreso tra 32 e 51 mm proteggevano i caricatori e l'apparato motore della nave, mentre la torre di comando aveva 76 mm di protezione, mentre gli scudi dei cannoni da 152 mm avevano 110 mm di protezione. L'armamento era composto da 2 cannoni QF 6 in/40 da 152 mm in installazioni singole erano montati a prua e a poppa sulla linea centrale della nave, 6 cannoni QF 4.7 in Mk. I-IV da 120 mm in installazioni singole, tre per ciascuna fiancata. Per la protezione contro gli attacchi delle torpediniere vi erano 8 cannoni QF 6-pounder Hotchkiss da 57 mm in installazioni singole, e 1 cannone QF 3-pounder Hotchkiss da 47 mm in installazioni singole. L'armamento silurante era composto da 4 tubi lanciasiluri da 356 mm. La potenza motrice era pari a 7.000 ihp (5.200 kW), per una velocità di 18,5 nodi, anche se a tiraggio forzato furono raggiunti i 9.000 CV (6.700 kW) e i 19,75 nodi. La capacità di carbone era di 535 tonnellate. L'autonomia massima era pari a 8.000 miglia nautiche a 10 nodi.
Assegnato alla China Station tornò in Gran Bretagna nel 1906, venendo assegnata al Sevizio speciale a Portsmouth. Insieme ad un certo numero di altre navi della sua classe, considerata obsoleta per il servizio come incrociatore fu convertita in posamine presso lo Chatham Dockyard I lavori di conversione furono effettuati dal novembre 1906 al dicembre 1908. L'armamento fu ridotto a 4 cannoni Hotchkiss da 57 mm in installazioni singole. La nave era di stanza tra i porti di Dover e Sheerness. A metà del 1913 lo Iphigenia era attivo con lo squadriglia posamine della 2nd Fleet.
Dopo lo scoppio della prima guerra mondiale, i sette posamine della classe Apollo posarono quasi 8.000 mine in 22 operazioni distinte. Nel 1917 fu utilizzata come nave deposito nel Mar Bianco come parte del British North Russia Squadron.
Rientrato in Gran Bretagna fu selezionato per l'Operazione Z.O., che doveva portare al blocco dei porti di Zeebrugge e Ostenda e impedire il transito di sottomarini e altre imbarcazioni d'attacco tedesche da Bruges al Mare del Nord. In particolare Thetis e Intrepid e Iphigenia furono assegnati al blocco del porto di Zeebrugge. Prima dell'attacco furono sbarcati parte dei cannoni, e i tre incrociatori mantennero a bordo solo gli impianti di dritta, con i quali, durante l'avvicinamento all'imbocco del canale di Zeebrugge, avrebbero dovuto controbattere le artiglierie nemiche sparanti dal Mole. Le tre unità avrebbero dovuto essere appoggiate nella loro azione dal Vindictive e da altre unità.
Il tentativo a Zeebrugge prevedeva l'utilizzo di truppe di terra in appoggio ed ebbe luogo, in contemporanea con quello di Ostenda, il 23 aprile, preceduto dal bombardamento navale effettuato dai monitori della Royal Navy. L'unità capofila, il Thetis (comandante Ralph Stuart Wykes-Sneyd),  condusse la manovra di avvicinamento, ma nel cercare di evitare i proiettili nemici non riuscì ad evitare l'ostruzione retale posta a protezione della darsena con il risultato che essa si impigliò nelle eliche provocando l'arresto della nave. Il Thetis, fuori controllo, andò ad incagliarsi nel basso fondale a est del canale dragato che portava all'imboccatura del porto. Lo sparo di un razzo verde da bordo dell'incrociatore consentì alle altre due unità di defilare sul lato sinistro del Thetis e penetrare all'interno del canale di collegamento con il porto di Bruges passando per le acque dragate. Penetrate nel canale e giunte a poche decine di metri dalle chiuse, l'Intrepid (tenente Stuart Bonham Carter) e l'Iphigenia (tenente Edward Whaley Billyard-Leake) vennero fatte intraversare mettendo tutta la barra da un lato e sfalsando le macchine motrici in maniera opportuna. Le due unità vennero autoaffondate facendo esplodere le cariche di autodistruzione, mentre gli equipaggi furono portati in salvo dalle motolance di supporto. I loro relitti furono demoliti dopo la fine della guerra.

### Fonti
1. 1 2 3 4 5 6 7 8 9 10 11 12  Chesneau, Kolesnik 1979, p. 76.
2. 1 2  Gardiner, Gray 1985, p. 14.
3. ↑  The Navy List.', (July, 1913). p. 333.
4. ↑  Rizza 2021, pp. 24-25.
5. 1 2  Rizza 2021, p. 26.
6. ↑  Carpenter 1922, p. 74.
7. 1 2 3  Rizza 2021, p. 35.
8. ↑  Rizza 2021, p. 34.
9. 1 2 3  Rizza 2021, p. 36.
10. ↑  (EN) The London Gazette (PDF), n. 31189, 18 February 1919.